# Triasquilla
Triasquilla is een geslacht van kreeftachtigen uit de klasse van de Malacostraca (hogere kreeftachtigen).

## Soorten
- Triasquilla prima Ahyong, 2013
- Triasquilla profunda Ahyong, 2013